# Serdar Gözübüyük
Serdar Gözübüyük (Haarlem, 29 oktober 1985) is een Nederlandse scheidsrechter in het betaald voetbal.

## Loopbaan
Gözübüyük speelde als doelman in de jeugd van amateurvereniging HFC DCO, nu Olympia Haarlem. Bij deze vereniging ging hij op eigen initiatief als scheidsrechter jeugdwedstrijden leiden. Gözübüyük besloot daarna te stoppen als voetballer en zich te richten op een loopbaan als scheidsrechter.
Vanaf seizoen 2006/07 stond hij op de C-lijst van de KNVB, waarmee hij wedstrijden in de beloften Eerste Divisie mocht fluiten en aangewezen kon worden als vierde official in de Eerste divisie. In december 2007 maakte hij de overstap naar de Masterclass van de KNVB en op 10 maart 2008 maakte hij zijn debuut in het Nederlandse betaald voetbal, bij de wedstrijd AGOVV Apeldoorn tegen FC Dordrecht in de Eerste divisie. Na afloop van seizoen 2008/09 promoveerde Gözübüyük naar de zogeheten Juniorlijst. Met zijn nieuwe status mocht hij wedstrijden in de Eerste divisie en het toernooi om de KNVB Beker fluiten.
Op 2 mei 2010 debuteerde Gözübüyük in de Eredivisie. In zijn debuutwedstrijd Heracles Almelo tegen ADO Den Haag gaf hij Karim Soltani de rode kaart. Met 24 jaar was hij de jongste scheidsrechter ooit op het hoogste Nederlandse niveau. Gözübüyük was als medewerker promotie scheidsrechterszaken inmiddels fulltime in dienst getreden van de KNVB.
In het najaar van 2011 stelde de KNVB een integriteitsonderzoek in naar Gözübüyük. Er waren anonieme brieven verspreid onder verschillende media en de KNVB die meldden dat hij zou pokeren met spelers uit de Eredivisie. De scheidsrechter ontkende de aantijgingen en zou zelf bij directeur betaald voetbal Bert van Oostveen hebben aangedrongen op het onderzoek. Per 1 januari 2012 is Gözübüyük als jongste ooit namens Nederland gepromoveerd op de door FIFA opgestelde lijst van arbiters die internationale wedstrijden mogen fluiten.
Gözübüyüks eerste internationale duel is het eerste duel in de voorronde van de Europa League tussen FK Borac Banja Luka en FK Celik Niksic uit Montenegro.
Gözübüyük werd in zijn eerste seizoen in de Eredivisie verkozen tot beste scheidsrechter van de Eredivisie en ontving hiervoor in september 2012, tijdens het jaarlijkse Voetballer-van-het-jaargala, de Gouden Kaart uit handen van voormalig international Willem van Hanegem. Daarnaast is Gözübüyük ook verkozen tot scheidsrechter van het jaar door Voetbal International en NUsport.
Bij een wedstrijd FC Groningen-VVV in december 2012 baarde hij opzien door na protesteren van FC Groningen-trainer Robert Maaskant 40 meter naar de oefenmeester te sprinten om hem een blauwe band met de tekst 'Respect' te tonen. Deze actie volgde op een week van aandacht voor voetbalgeweld naar aanleiding van de dood van grensrechter Richard Nieuwenhuizen uit Almere.
Gözübüyük floot op 13 april 2015 de finale van de UEFA Youth League in het Zwitserse Nyon. Deze wedstrijd ging tussen spelers onder 19 jaar van het Engelse Chelsea FC en Shakhtar Donetsk uit Oekraïne. De finale werd met 3-2 gewonnen door Chelsea. Gözübüyük deelde in deze wedstrijd 2 gele kaarten uit. In Nyon werd de scheidsrechter geassisteerd door landgenoten Hessel Steegstra en Mario Diks.
Op 18 april 2015 meldt de Volkskrant dat Gözübüyük genoemd wordt in een grote Duitse strafzaak rond matchfixing. Volgens een verdachte (Paul R.) was hij betrokken bij het manipuleren van wedstrijden. In een verklaring aan de krant ontkent de arbiter de aantijgingen: "Voor de zekerheid zeg ik het één keer: ik ben zuiver. Het is juist mijn rol ervoor te zorgen dat de twee teams elkaar eerlijk en sportief bestrijden. Hoe beter ik dat doe, hoe beter dat is voor de wedstrijd en het publiek. Dat is mijn uitdaging als sportman en mijn enige drijfveer om scheidsrechter te zijn."

## Interlands
| Datum             | Plaats               | Wedstrijd               | Uitslag | Competitie                  | Kreeg geel | Kreeg voor de tweede keer geel en dus rood | Weggestuurd |
| ----------------- | -------------------- | ----------------------- | ------- | --------------------------- | ---------- | ------------------------------------------ | ----------- |
| 26 maart 2013     | Attard, Malta        | Malta – Italië          | 0 – 2   | Kwalificatie WK 2014        | 1          | 0                                          | 0           |
| 31 maart 2015     | Solna, Zweden        | Zweden – Iran           | 3 – 1   | Vriendschappelijk           | 2          | 0                                          | 0           |
| 28 maart 2016     | Kiev, Oekraïne       | Oekraïne – Wales        | 1 – 0   | Vriendschappelijk           | 4          | 0                                          | 0           |
| 4 september 2016  | Astana, Kazachstan   | Kazachstan – Polen      | 2 – 2   | Kwalificatie WK 2018        | 10         | 0                                          | 0           |
| 3 september 2017  | Riga, Letland        | Letland – Zwitserland   | 0 – 3   | Kwalificatie WK 2018        | 5          | 0                                          | 0           |
| 6 juni 2018       | Oslo, Noorwegen      | Noorwegen – Panama      | 1 – 0   | Vriendschappelijk           | 3          | 0                                          | 0           |
| 8 september 2018  | Tallinn, Estland     | Estland – Griekenland   | 0 – 1   | UEFA Nations League 2018/19 | 2          | 0                                          | 0           |
| 15 november 2018  | Luxemburg, Luxemburg | Luxemburg – Wit-Rusland | 0 – 2   | UEFA Nations League 2018/19 | 6          | 0                                          | 0           |
| 26 maart 2019     | Dublin, Ierland      | Ierland – Georgië       | 1 – 0   | Kwalificatie EK 2020        | 2          | 0                                          | 0           |
| 14 november 2019  | Belgrado, Servië     | Servië – Luxemburg      | 3 – 2   | Kwalificatie EK 2020        | 2          | 0                                          | 0           |
| 7 september 2020  | Olomouc, Tsjechië    | Tsjechië – Schotland    | 1 – 2   | UEFA Nations League 2020/21 | 6          | 0                                          | 0           |
| 8 oktober 2020    | Brussel, België      | België – Ivoorkust      | 1 – 1   | Vriendschappelijk           | 4          | 0                                          | 0           |
| 2 september 2021  | Florence, Italië     | Italië – Bulgarije      | 1 – 1   | Kwalificatie WK 2022        | 4          | 0                                          | 0           |
| 11 november 2021  | Batoemi, Georgië     | Georgië – Zweden        | 2 – 0   | Kwalificatie WK 2022        | 4          | 0                                          | 0           |
| 9 juni 2022       | Lancy, Zwitserland   | Zwitserland – Spanje    | 0 – 1   | UEFA Nations League 2022/23 | 0          | 0                                          | 0           |
| 22 september 2022 | Almere, Nederland    | Suriname – Nicaragua    | 2 – 1   | Vriendschappelijk           | 4          | 0                                          | 0           |

Laatste aanpassing op 23 september 2022

## Nationale finales
| Datum           | Stadion         | Stad      | Wedstrijd          | Uitslag            | Competitie           | Kreeg geel | Kreeg voor de tweede keer geel en dus rood | Weggestuurd |
| --------------- | --------------- | --------- | ------------------ | ------------------ | -------------------- | ---------- | ------------------------------------------ | ----------- |
| 31 juli 2016    | Amsterdam ArenA | Amsterdam | Feyenoord – PSV    | 0 – 1              | Johan Cruijff Schaal | 3          | 0                                          | 0           |
| 4 augustus 2018 | Philips Stadion | Eindhoven | PSV – Feyenoord    | 0 – 0 (5 – 6 n.s.) | Johan Cruijff Schaal | 3          | 0                                          | 0           |
| 5 mei 2019      | De Kuip         | Rotterdam | Willem II – Ajax   | 0 – 4              | KNVB Beker           | 1          | 0                                          | 0           |
| 21 april 2024   | De Kuip         | Rotterdam | Feyenoord – N.E.C. | 1 – 0              | KNVB Beker           | 2          | 1                                          | 0           |

## Statistieken
Statistieken beschikbaar vanaf seizoen 2009/10. Bijgewerkt tot en met 1 mei 2017.

| Seizoen        | Competitie     | Wedstrijden | Kaarten    | Kaarten                                    | Kaarten     | Strafschoppen | Strafschoppen |
| Seizoen        | Competitie     | Wedstrijden | Kreeg geel | Kreeg voor de tweede keer geel en dus rood | Weggestuurd | Thuisploeg    | Uitploeg      |
| -------------- | -------------- | ----------- | ---------- | ------------------------------------------ | ----------- | ------------- | ------------- |
| 2009/10        | Eredivisie     | 1           | 0          | 0                                          | 1           | 0             | 0             |
| 2010/11        | Eredivisie     | 10          | 29         | 0                                          | 0           | 0             | 0             |
| 2011/12        | Eredivisie     | 20          | 65         | 1                                          | 3           | 5             | 1             |
| 2012/13        | Eredivisie     | 17          | 50         | 3                                          | 1           | 1             | 2             |
| 2013/14        | Eredivisie     | 20          | 62         | 1                                          | 1           | 4             | 1             |
| 2014/15        | Eredivisie     | 20          | 47         | 1                                          | 2           | 1             | 0             |
| 2015/16        | Eredivisie     | 24          | 75         | 2                                          | 1           | ?             | ?             |
| 2016/17        | Eredivisie     | 23          | 83         | 1                                          | 3           | ?             | ?             |
| Carrièretotaal | Carrièretotaal | 135         | 415        | 9                                          | 12          | ?             | ?             |